# Blue Mountain State
Blue Mountain State é uma série de televisão americana de comédia que foi exibida no Paramount Network. Foi produzida pela Lionsgate Television e desenvolvida por Chris Romano e Eric Falconer. Conta a hilariante história da universidade fictícia Blue Mountain State e seu time de futebol americano The Mountain Goats. Inclui temas como sexo, consumo excessivo de álcool e drogas, festas selvagens e trote. 
Foi cancelada após três temporadas e 39 episódios. Estreou no Paramount Network (quando ainda chamava-se Spike) em 11 de janeiro de 2010 e o último episódio foi exibido em 30 de novembro de 2011.
Foi exibida também pela MTV de vários países. A MTV Brasil exibiu a primeira temporada a partir de 4 de agosto de 2010. A MTV Portugal exibiu a primeira temporada a partir de 18 de abril de 2010, ela também exibiu a segunda temporada que estreou em 2 de junho de 2011. Em ambos países só foi legendada.
Após o cancelamento teve os direitos de exibição vendidos para Netflix, Hulu e Crackle. Em fevereiro de 2016, foi lançado Blue Mountain State: The Rise of Thadland‎, filme baseado na série e financiado por fãs que participaram de uma campanha no Kickstarter.
Em fevereiro de 2024, um revival da série entrou na fase de desenvolvimento, com Alan Ritchson de protagonista.

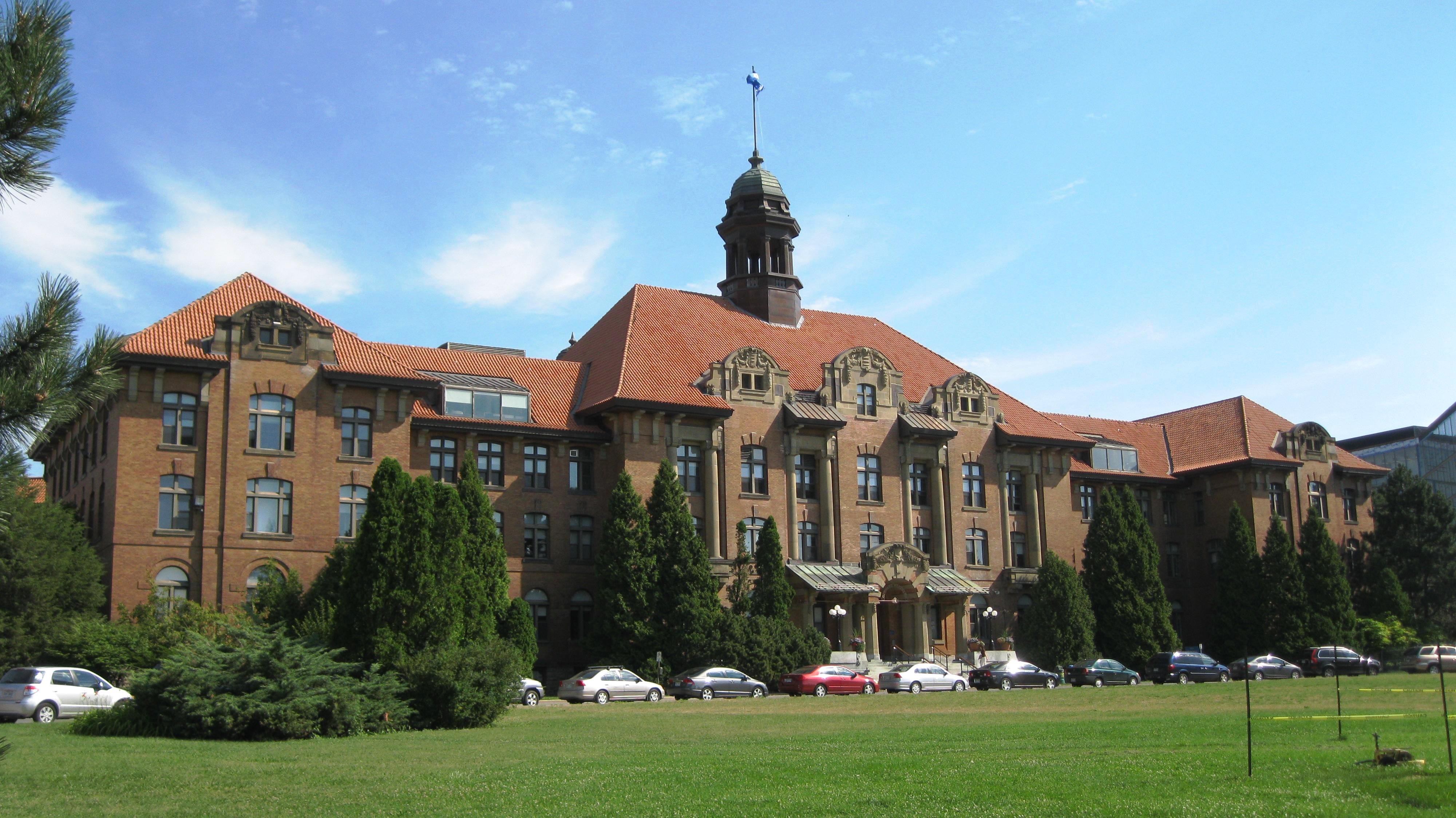
Prédio Herzberg do Colégio John Abbott em Sainte-Anne-de-Bellevue, Quebec, Canadá, onde a série foi filmada.

## Sinopse
Três calouros chegam para estudar na Universidade Blue Mountain State e se envolvem com o seu time de futebol americano The Mountain Goats: Alex, que se contenta em ser reserva porque sobra tempo para beber e ficar com quantas garotas puder; Sammy, o pirado melhor amigo e companheiro de quarto de Alex que acaba virando o mascote do time; e Craig, atleta cheio de prêmios e o mais promissor para a nação americana. 
Além dos calouros, estão no elenco principal: Thad, um veterano com atitudes estranhas que fará a vida de Alex a pior possível; o treinador Marty, seis vezes campeão e muito dedicado ao time da universidade; e Denise, a namorada de Craig que se passa por virgem e o vê mais como um investimento do que como namorado.

## Elenco
| Personagem                 | Interpretado por | Posição                 | Temporadas               | Temporadas               | Temporadas               |
| Personagem                 | Interpretado por | Posição                 | 1                        | 2                        | 3                        |
| -------------------------- | ---------------- | ----------------------- | ------------------------ | ------------------------ | ------------------------ |
| Principal                  |                  |                         |                          |                          |                          |
| Alex Moran                 | Darin Brooks     | Quarterback             | Reserva                  | Reserva                  | Titular; Capt. (1–3)     |
| Kevin "Thad" Castle        | Alan Ritchson    | Linebacker              | Titular; Capt.           | Titular; Capt.           | Titular; Capt. (4–13)    |
| Sampson "Sammy" Cacciatore | Chris Romano     | Mascote do time         | Billy, The Mountain Goat | Billy, The Mountain Goat | Billy, The Mountain Goat |
| Martin "Marty" Daniels     | Ed Marinaro      | Treinador principal     | Treinador principal      | Treinador principal      | Treinador principal      |
| Craig Shilo                | Sam Jones III    | Running Back            | Titular                  |                          |                          |
| Denise Roy                 | Gabrielle Dennis | Namorada de Craig Shilo | Estudante                |                          |                          |
| Radon Randell              | Page Kennedy     | Quarterback             |                          | Titular                  |                          |
| Mary Jo Cacciatore         | Frankie Shaw     | Animadora de torcida    |                          | Animadora de torcida     | Animadora de torcida     |
| Debra Simon                | Denise Richards  | Ex-esposa de Martin     |                          | Suporte do time          | Suporte do time          |
| Recorrente                 |                  |                         |                          |                          |                          |
| Jon Jon Hendricks          | Kwasi Songui     | Treinador assistente    | Treinador Assistente     | Treinador Assistente     | Treinador Assistente     |
| Larry Summers              | Omari Newton     | Linebacker              | Titular                  | Titular                  | Titular                  |
| Donald "Donnie" Schrab     | Rob Ramsay       | Center                  | Titular                  | Titular                  | Titular                  |
| Harmon Tedesco             | James Cade       | Placekicker             | Kicker                   | Kicker                   | Kicker                   |
| Kate                       | Meghan Heffern   | Animadora de torcida    | Animadora de torcida     | Animadora de torcida     | Animadora de torcida     |
| Marcus Gilday              | Anthony Lemke    | Coordenador ofensivo    |                          |                          | Coordenador ofensivo     |
| Travis McKenna             | Stephen Amell    | Quarterback             | Titular                  |                          |                          |

### Participações especiais
| Nome            | Papel     |
| --------------- | --------- |
| Bill Romanowski | Ele mesmo |
| Bill Parcells   | Ele mesmo |
| Brian Bosworth  | Ele mesmo |
| Boomer Esiason  | Ele mesmo |
| Craig Carton    | Ele mesmo |
| Chuck Liddell   | Ele mesmo |
| Chad Ochocinco  | Ele mesmo |
| Clay Travis     | Ele mesmo |
| Dan Patrick     | Ele mesmo |
| Stacy Keibler   | Ela mesma |

## Datas
| Temporadas | Episódios | Exibição original      | Exibição original      | Exibição original      | Lançamento do DVD      | Lançamento do DVD    |
| Temporadas | Episódios | Prévia                 | Estreia de temporada   | Final de temporada     | Região 1               | Região 2             |
| ---------- | --------- | ---------------------- | ---------------------- | ---------------------- | ---------------------- | -------------------- |
| 1          | 13        | —                      | 11 de janeiro de 2010  | 30 de março de 2010    | 5 de outubro de 2010   | 22 de agosto de 2011 |
| 2          | 13        | 16 de outubro de 2010  | 20 de outubro de 2010  | 19 de janeiro de 2011  | 13 de setembro de 2011 | —                    |
| 3          | 13        | 17 de setembro de 2011 | 21 de setembro de 2011 | 30 de novembro de 2011 | 4 de fevereiro de 2013 | —                    |